# Sgt. Pepper's Lonely Hearts Club Band (bài hát)
"Sgt. Pepper's Lonely Hearts Club Band" là ca khúc được viết bởi Paul McCartney (được ghi cho Lennon-McCartney) và được phát hành lần đầu tiên trong album cùng tên của The Beatles vào năm 1967. Ca khúc này được xuất hiện 2 lần trong album với vai trò mở đầu (trước "With a Little Help from My Friends") và kết thúc (dưới tên "Sgt. Pepper's Lonely Hearts Club Band (Reprise)"), trước khi tới với bản hùng ca "A Day in the Life". Cũng theo như nhan đề, nội dung ca khúc nói về ban nhạc tưởng tượng của trung sĩ Pepper.
Kể từ khi album được phát hành, ca khúc đã được xuất hiện dưới dạng đĩa đơn, trong vài album tuyển tập, và được hát lại bởi rất nhiều nghệ sĩ, trong đó có cả Jimi Hendrix, U2, thậm chí trở thành đoạn nhạc không lời hài hước được chuyển thể bởi Bill Cosby được dùng như đoạn mở đầu cho khúc hành quân Washington Post của John Philip Sousa.

## Thành phần tham gia sản xuất
Theo Ian MacDonald, Mark Lewisohn và Olivier Julien
Bản đầy đủ
- Paul McCartney – hát chính, bass, guitar lead.
- John Lennon – hát nền.
- George Harrison – hát nền, guitar nền.
- Ringo Starr – trống.
- George Martin – organ, sản xuất.
- Neill Sanders, James W. Buck, Tony Randell, John Burden – kèn cor kiểu Pháp.

Reprise
- Paul McCartney – hát chính, bass, Hammond organ.
- John Lennon – hát chính, guitar nền.
- George Harrison – hát chính, guitar lead.
- Ringo Starr – hát chính, trống, sắc-xô, maraca.